# 奉天中央电话电报局旧址
奉天中央电话电报局旧址是满洲国时期奉天市的电话电报业务管理机构奉天中央电话电报局的总部旧址，位于辽宁省沈阳市和平区中山路180号。

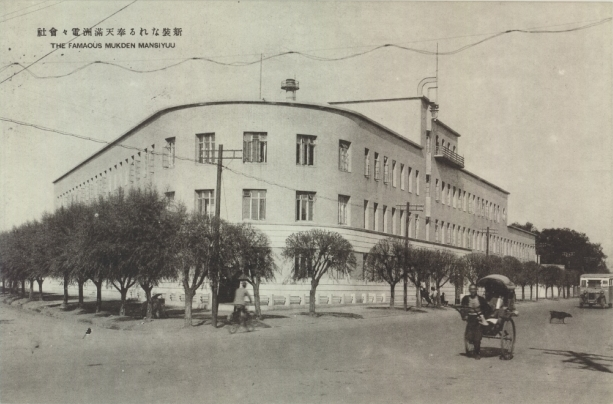
奉天满洲电话电报会社旧址

## 历史沿革
1931年九一八事变后，满洲国在奉天市成立中央电话电报局以管理电话电报业务。1936年11月，中央电话电报局大楼正式完工。1945年中国抗日战争结束，大楼仍作为沈阳通信业务的枢纽为军民两用。中华人民共和国成立后，大楼被常称为沈阳电报大楼。大楼现为中国联通沈阳分公司用房。

## 建筑特点
大楼为钢筋混凝土结构地上三层，总建筑面积约为8000平方米，建筑立面呈现代主义风格。